# Branche à Gauche
Branche à Gauche är ett vattendrag i Kanada.   Det ligger i provinsen Québec, i den sydöstra delen av landet, 210 km nordost om huvudstaden Ottawa.
I omgivningarna runt Branche à Gauche växer i huvudsak blandskog. Runt Branche à Gauche är det glesbefolkat, med 10 invånare per kvadratkilometer.